# 热尔米尼莱韦克
热尔米尼莱韦克（法語：Germigny-l'Évêque，法語發音：[ʒɛʁmini levɛk] ⓘ）是法国法蘭西島大區塞纳-马恩省的一个市镇，属于莫城区。 

## 地理
热尔米尼莱韦克（48°59'33"N, 2°56'34"E）面积11.76 平方千米，位于法国法蘭西島大區塞纳-马恩省，该省份为法国北部内陆省份，北起瓦兹省，西接埃松省、马恩河谷省、塞纳-圣但尼省和瓦兹河谷省，南至卢瓦雷省，东南接约讷省，东临马恩省和奥布省，东北接埃纳省。
与热尔米尼莱韦克接壤的市镇（或旧市镇、城区）包括：潘西、特里尔波、瓦雷德、布里地区阿尔芒蒂耶尔、泰鲁阿讷河畔孔日、伊勒莱梅尔德斯。

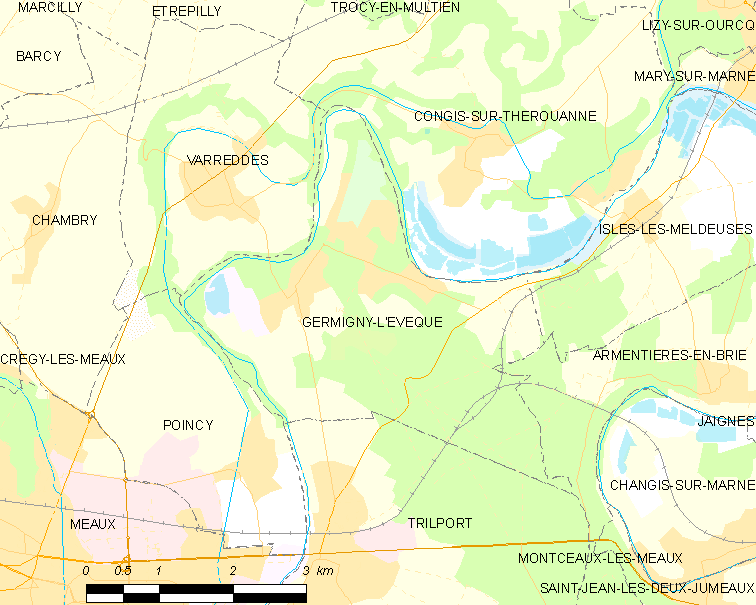
热尔米尼莱韦克的OSM定位图

热尔米尼莱韦克的时区为UTC+01:00、UTC+02:00（夏令时）。

## 行政
热尔米尼莱韦克的邮政编码为77910，INSEE市镇编码为77203。

## 政治
热尔米尼莱韦克所属的省级选区为拉费泰苏茹阿尔县。

## 人口

1962-2008年间热尔米尼莱韦克人口变化图示

热尔米尼莱韦克于2022年1月1日时的人口数量为1350人。